# Hocksjön, Ångermanland
Hocksjön är en sjö i Strömsunds kommun i Ångermanland och ingår i Ångermanälvens huvudavrinningsområde. Sjön är 6,6 meter djup, har en yta på 0,357 kvadratkilometer och är belägen 250 meter över havet.

## Delavrinningsområde
Hocksjön ingår i det delavrinningsområde (709986-153594) som SMHI kallar för Utloppet av Hocksjön. Medelhöjden är 291 meter över havet och ytan är 10,41 kvadratkilometer. Det finns inga avrinningsområden uppströms utan avrinningsområdet är högsta punkten. Vattendraget som avvattnar avrinningsområdet har biflödesordning 6, vilket innebär att vattnet flödar genom totalt 6 vattendrag innan det når havet efter 186 kilometer. Avrinningsområdet består mestadels av skog (65 procent). Avrinningsområdet har 0,33 kvadratkilometer vattenytor vilket ger det en sjöprocent på 3,2 procent.